# Vellavere (Elva)
Vellavere est une localité de la commune d'Elva, en Estonie.
Au 31 décembre 2011, il compte 46 habitants.